# 511 a.C.
Il 511 a.C. (DXI a.C. in numeri romani) è un anno  del VI secolo a.C.

## Morti
- Annei, imperatore giapponese (n. 567 a.C.)